# 荘元祐
庄 元祐（しょう もとすけ）は、戦国時代の武将。備中国猿掛城主。「穂井田（ほいだ）」とも称していたため、穂井田 元祐ともいう。

## 生涯
三村家親の長男として誕生。
荘氏は「庄」とも書き、備中守護代の家柄であった。早くから守護細川氏の力が衰えていた戦国時代の備中においては、国人衆が尼子氏・大内氏などに分かれて勢力争いをしていた。当初は連携して勢力伸張を図っていた荘氏と三村氏であったが、永禄2年（1559年）に猿掛合戦で干戈を交える。この対立は容易に決着はつかず、三村家親の要請を受けた毛利氏の仲介でようやく和睦に至った。その結果、荘為資あるいはその一党である荘実近（穂井田）の養嗣子として元祐は荘氏に迎えられた。

### 毛利氏配下として
荘氏の養子となった元祐は荘氏代々の通字である「資」を以て「元資」と改名し（ちなみに「元」は毛利氏の通字を許可を得て貰ったもの）、花押も変更している。なお、これより先の15世紀中ごろに猿掛城主であった荘元資とは別人である。三村氏分家として、毛利氏麾下の武将として、元資はよく働いた。
永禄10年（1567年）の明善寺合戦では、宇喜多直家に暗殺された三村家親の弔い合戦として三村軍の右翼を任されたが、総軍苦戦の中で惨敗を余儀なくされた。しかし、以後は毛利氏麾下として備中国衆を率いて九州などに出陣・転戦。毛利氏はその活躍を賞賛している。
元祐の最期については説が分かれている。同時代の資料には、元資は佐井田城（斉田城）をめぐる浦上・宇喜多勢との後詰合戦で討死し、その年次は元亀2年（1571年）9月4日であったとある。他説として、天正3年（1575年）の備中兵乱で本家備中松山の三村氏に味方し、毛利氏と干戈を交えて斉田城（佐井田城）にて討死したとする三村氏子孫の伝承・系図や、元亀2年（1571年）1月にやはり斉田城にて宇喜多勢と合戦して討死したとする毛利氏方の資料もある。 
後年に作成された毛利氏の家譜等では、毛利元就の四男である毛利元清（穂井田元清）を養子にしたとされるが、元清自身の書状によれば、在城した猿掛城のあった穂田郷 という在名から穂田（穂井田）を名乗ったと述べ、荘氏との関係を否定している。